# بروتاروبه
بروتاروبه (انگلیسی: Berutarube) یک کوه آتشفشانی در جزایر کوریل کشور روسیه است.